# 滋賀県道340号甲賀土山インター線
滋賀県道340号甲賀土山インター線（しがけんどう340ごう こうかつちやまインターせん）は、滋賀県甲賀市を通る一般県道である。

## 概要
甲賀市甲賀町岩室の滋賀県道24号甲賀土山線（バイパス）から新名神高速道路 甲賀土山ICに至る。

### 路線データ
- 起点：甲賀市甲賀町岩室[1][2]（字砂谷68番1地先[3]：滋賀県道24号甲賀土山線バイパス交点）
- 終点：甲賀市甲賀町岩室[2]（字砂谷137番1地先[3]：新名神高速道路 甲賀土山インター[1]）
- 総延長：363 m

## 歴史
- 2007年（平成19年）11月26日 - 滋賀県告示第626号により滋賀県道341号信楽インター線と共に県道に認定[1][2]。
- 2008年（平成20年）2月23日 - 新名神高速道路の開通に伴い供用開始[4]。

## 地理

### 通過する自治体
- 滋賀県
  - 甲賀市

### 交差する道路
| 交差する道路                      | 交差する場所 | 交差する場所        |
| --------------------------------- | ------------ | ------------------- |
| 滋賀県道24号甲賀土山線 / バイパス | 甲賀町岩室   | 起点                |
| E1A 新名神高速道路                | 甲賀町岩室   | 4 甲賀土山IC / 終点 |

### 沿線
- 野洲川（起点付近）